# Windmotor Garijp
De Windmotor Garijp is een poldermolen nabij het Friese dorp Garijp, dat in de Nederlandse gemeente Tietjerksteradeel ligt. De molen is een middelgrote Amerikaanse windmotor met een windrad van 18 bladen, waarvan het bouwjaar onbekend is. Hij is niet-maalvaardig. De molen staat aan de noordwestzijde van Garijp aan de rand van de plaatselijke ijsbaan en kan daar tot op enkele meters worden benaderd.
In een storm in 2023 is de kop geknikt. De windvaan hangt nu naar beneden.